# Чемпионат Европы по фехтованию 2007
Чемпионат Европы по фехтованию 2007 проходил в бельгийском городе Гент с 2 по 7 июля. На турнире было разыграно 12 комплектов наград: в индивидуальном и командном первенствах по фехтованию на шпагах, рапирах и саблях среди мужчин и женщин. Первыми были разыграны комплекты наград в личных первенствах, а затем в командных. Первое общекомандное место заняла сборная России, завоевавшая 3 золотых, 4 серебряные и 3 бронзовые медали.

## Медали

### Общий зачёт
(Жирным выделено самое большое количество медалей в своей категории; принимающая страна также выделена)
| Общее количество медалей |           |        |         |        |       |
| Место                    | Страна    | Золото | Серебро | Бронза | Всего |
| 1                        | Россия    | 3      | 4       | 3      | 10    |
| 2                        | Франция   | 3      | 0       | 4      | 7     |
| 3                        | Италия    | 2      | 2       | 4      | 8     |
| 4                        | Венгрия   | 2      | 1       | 1      | 4     |
| 5                        | Германия  | 1      | 1       | 1      | 3     |
| 6                        | Испания   | 1      | 0       | 0      | 1     |
| 7                        | Украина   | 0      | 1       | 2      | 3     |
| 8                        | Беларусь  | 0      | 1       | 0      | 1     |
| 8                        | Польша    | 0      | 1       | 0      | 1     |
| 8                        | Швеция    | 0      | 1       | 0      | 1     |
| 11                       | Румыния   | 0      | 0       | 1      | 1     |
| 11                       | Швейцария | 0      | 0       | 1      | 1     |
| 11                       | Эстония   | 0      | 0       | 1      | 1     |
| Всего                    | Всего     | 12     | 12      | 18     | 42    |

## Медалисты

### Мужчины
| Дисциплина                  | Золото                                                                                  | Серебро                                                                            | Бронза                                                                       |
| --------------------------- | --------------------------------------------------------------------------------------- | ---------------------------------------------------------------------------------- | ---------------------------------------------------------------------------- |
| Шпага Личное первенство     | Жером Жанне Франция                                                                     | Маттео Тальяриоль Италия                                                           | Фабиан Каутер Швейцария                                                      |
| Шпага Личное первенство     | Жером Жанне Франция                                                                     | Маттео Тальяриоль Италия                                                           | Антон Авдеев Россия                                                          |
| Шпага Командное первенство  | Венгрия · Геза Имре · Габор Боцко · Иван Ковач · Кристиан Кульчар                       | Польша · Радослав Завротняк · Кжиштоф Миколайчак · Томаш Мотыка · Роберт Анджеюк   | Франция · Эрик Буасс · Фабрис Жанне · Жером Жанне · Ульриш Робери            |
| Рапира Личное первенство    | Андреа Бальдини Италия                                                                  | Беньямин Клайбринк Германия                                                        | Эрванн Ле Пешу Франция                                                       |
| Рапира Личное первенство    | Андреа Бальдини Италия                                                                  | Беньямин Клайбринк Германия                                                        | Сальваторе Санцо Италия                                                      |
| Рапира Командное первенство | Германия · Доминик Бер · Кристиан Шлехтвег · Петер Йоппих · Беньямин Клайбринк          | Россия · Реналь Ганеев · Алексей Черемисинов · Андрей Деев · Алексей Хованский     | Италия · Андреа Бальдини · Стефано Баррера · Сальваторе Санцо · Симоне Ванни |
| Сабля Личное первенство     | Хорхе Пинья Испания                                                                     | Алексей Якименко Россия                                                            | Станислав Поздняков Россия                                                   |
| Сабля Личное первенство     | Хорхе Пинья Испания                                                                     | Алексей Якименко Россия                                                            | Михай Ковалиу Румыния                                                        |
| Сабля Командное первенство  | Россия · Вениамин Решетников · Николай Ковалёв · Станислав Поздняков · Алексей Якименко | Беларусь · Дмитрий Лапкес · Александр Буйкевич · Валерий Приемко · Фёдор Немирович | Франция · Венсан Анстетт · Николя Лопес · Жюльен Пийе · Борис Сансон         |

### Женщины
| Дисциплина                  | Золото                                                                                       | Серебро                                                                  | Бронза                                                                                   |
| --------------------------- | -------------------------------------------------------------------------------------------- | ------------------------------------------------------------------------ | ---------------------------------------------------------------------------------------- |
| Шпага Личное первенство     | Лора Флессель-Коловиц Франция                                                                | Эмма Самуэльссон Швеция                                                  | Ирина Эмбрих Эстония                                                                     |
| Шпага Личное первенство     | Лора Флессель-Коловиц Франция                                                                | Эмма Самуэльссон Швеция                                                  | Бритта Хайдеман Германия                                                                 |
| Шпага Командное первенство  | Италия · Кристиана Кашоли · Бьянка Дель Карретто · Натали Мёлльхаузен · Франческа Боскарелли | Венгрия · Тимеа Надь · Эмеше Сас · Адриенн Хормаи · Ильдико Минца        | Франция · Одри Дескут · Лора Флессель-Коловиц · Хайналька Пико · Морин Низима            |
| Рапира Личное первенство    | Евгения Ламонова Россия                                                                      | Валентина Веццали Италия                                                 | Маргерита Гранбасси Италия                                                               |
| Рапира Личное первенство    | Евгения Ламонова Россия                                                                      | Валентина Веццали Италия                                                 | Ольга Лелейко Украина                                                                    |
| Рапира Командное первенство | Венгрия · Эдина Кнапек · Аида Мохамед · Виргиние Уйлаки · Габриэлла Варга                    | Россия · Светлана Бойко · Аида Шанаева · Евгения Ламонова · Яна Рузавина | Италия · Илария Сальватори · Маргерита Гранбасси · Валентина Веццали · Джованна Триллини |
| Сабля Личное первенство     | Екатерина Федоркина Россия                                                                   | Софья Великая Россия                                                     | Оршойя Надь Венгрия                                                                      |
| Сабля Личное первенство     | Екатерина Федоркина Россия                                                                   | Софья Великая Россия                                                     | Елена Хомровая Украина                                                                   |
| Сабля Командное первенство  | Франция · Сесиль Аржоля · Леонор Перрюс · Кароль Вернье · Анне-Лиз Туйя                      | Украина · Нина Козлова · Елена Хомровая · Ольга Харлан · Галина Пундик   | Россия · Светлана Кормилицына · Екатерина Федоркина · Софья Великая · Елена Нечаева      |